# Соляной склад Ротерманна
Соляно́й склад Ро́терманна (эст. Rotermanni soolaladu) — примечательный образец промышленной архитектуры Эстонии начала 20-го столетия. Входит в архитектурный ансамбль квартала Ротерманна. Внесён в Государственный регистр памятников культуры Эстонии. Находится в Таллине по адресу улица Ахтри, 2.

## Описание
Соляной склад построен из плитняка. Его архитектурный стиль имеет прямые отсылки к замковой архитектуре, где толстые стены акцентированы контрфорсами, есть большие поверхности без окон и четырёхугольные угловые башни. Во внутренних помещениях первого этажа изначально находился склад для хранения соли, на втором этаже простирающееся через всё здание помещение было предназначено для переработки соли. В настоящее время первый этаж является подвальным помещением, а второй поделен на четыре этажа. Во внешних стенах здания пробиты новые оконные проёмы.

## История
Первые строения квартала Ротерманна появились на северной стороне площади Виру в 1849 году. Увеличение производства продуктов питания и деревообработки в начале 20-го столетия привело к возникновению промышленного комплекса, занявшего целый городской квартал. Здесь возводились заводы, фабрики, склады и прочие промышленные здания.
Строительство соляного склада было начато в 1905 и завершено в 1908 году. Автор проекта — остзейский немец, архитектор Эрнст Буштедт. Заказчик — крупный фабрикант Кристиан Бартольд Ротерманн.
Предприятия Ротерманна завершили свою деятельность в 1940 году. С 1945 по 1990 год в зданиях квартала работало несколько государственных зерноперерабатывающих предприятий.
В 1995—1996 годах здание было отреставрировано (авторы проекта: архитектор Юло Пейли (Ülo Peili) и художник по интерьеру Тасо Мяхар (Taso Mähar)) и стало архитектурно-художественным центром. В 1996 году на верхнем этаже здания разместился Эстонский музей архитектуры, а на нижнем этаже — выставочный зал Эстонского художественного музея. В 2005 году художественный музей выехал из здания.